# Poul Martin Møller
Ne doit pas être confondu avec Poul Møller.
Pour les articles homonymes, voir Møller.
Poul Martin Møller, né le 21 mars 1794, mort le 13 mars 1838, est un écrivain, poète, traducteur et philosophe danois.
Enseignant la philosophie morale à l’université de Copenhague à partir de 1831, il est - avec Frederik Christian Sibbern - le professeur ayant eu la principale influence sur le philosophe Søren Kierkegaard.

## Biographie
Fils d'un Pasteur, Møller est né près de Vejle et a grandi sur l'île de Lolland Pendant sa jeunesse, son père lui enseigna les langues classiques et la littérature. En 1812, il entra à l'université de Copenhague où il étudia la théologie et gradua trois ans et demi plus tard, premier de classe. En 1815 il publie son premier poème. Après avoir été le tuteur de deux jeunes comtes, il retourna à Copenhague pour y étudier la philologie classique. Il quitta Copenhague après une proposition de mariage rejetée par son amie d'enfance pour devenir pasteur sur un bateau au cours un voyage de deux ans en Chine où il lut les œuvres complètes de Cicéron, écrivit des poèmes et aussi dans son journal. À son retour à Copenhague, il commença à y enseigner le Grec et à écrire de la poésie et des fictions. De 1826 à 1832, il enseigne à l'Université du Roi Frédéric à Christiana (Oslo) mais, n'aimant pas la Norvège, revint à Copenhague où il enseigna la Littérature classique, la philosophie morale ainsi que la philosophie d'Hegel. Il mourra de ce qui semblerait être le cancer du foie en mars 1838.